# 木田昨年
木田 昨年（きだ さくねん）は、日本の音楽家、作詞作曲家、トラックメイカー。ソロ名義のほか、複数のユニットでの活動を行っている。主にアンビエントやポスト・クラシカル、ポスト・シューゲイズなどのジャンルで作品を発表している。
木田 昨年（きだ さくねん）は、日本の音楽家、作詞作曲家、トラックメイカー、歌人。ソロ名義のほか、複数のユニットでの活動を行っている。主にアンビエントやポスト・クラシカル、ポスト・シューゲイズなどのジャンルで作品を発表している。

## 概要
2020年代より音楽活動を開始。ソロプロジェクト「ネオンネウロン」では、エレクトロニカ、環境音、フィールドレコーディングなどを融合したアルバムを継続的にリリースしている。  2025年には新ユニット「零度pool」を結成し、ポスト・シューゲイズを基調とするアルバム『絶対零度の夏の骨』を発表した。
また、短歌、現代詩の分野でも活動しており、第63回短歌研究新人賞最終選考通過、第65回角川短歌賞予選通過31作に選出されている他、第15回文芸思潮現代詩賞を受賞している。

## 経歴

### 音楽活動

#### ネオンネウロン名義の活動
- 2024年1月、レーベル Siren for Charlotte よりアルバム『Somewhere, but not here』をリリース。静謐なサウンドと電子音の繊細な構成が特色となっている。
- 2024年5月、KAOMOZI より7作目となるアルバム『僕は彼女をリマと名付けた』をリリース。
- 2025年1月、Siren for Charlotte よりアルバム『Dead Wood Soundsystem』を発表。実験的な構造とミニマルな展開が特徴。

#### 零度pool
- 2025年1月26日、ユニット「零度pool」を結成。
- 2025年2月22日、1stアルバム『絶対零度の夏の骨』を自主レーベル Lade Pool Records よりリリース。OTOTOYやAVYSSなどの音楽系ウェブメディアで紹介された。

## 音楽性
ポスト・クラシカル、アンビエント、エレクトロニカ、シューゲイズなどの要素を横断的に取り入れた作風。ボイスサンプルや環境音、フィールドレコーディング、アナログ機材などを多用し、楽曲構成においても非線形な展開が多く見られる。

## 主なディスコグラフィ

### ソロ / ネオンネウロン名義
- Somewhere, but not here（2024年、Siren for Charlotte）
- 僕は彼女をリマと名付けた（2024年、KAOMOZI）
- Dead Wood Soundsystem（2025年、Siren for Charlotte）

### ユニット活動
- 零度pool 絶対零度の夏の骨（2025年、Lade Pool Records）